# Test łączności Lighta
Test łączności Lighta – procedura odkryta przez F.W. Lighta dla testowania, czy działanie binarne określone na zbiorze skończonym przez tablicę Cayleya jest łączne. Bezpośrednie sprawdzenie łączności działania binarnego za pomocą tablicy Cayleya jest żmudne i nieporęczne. Test Lighta bardzo upraszcza zadanie.

## Opis procedury
Niech „{\displaystyle \cdot }” będzie działaniem binarnym zdefiniowanym na zbiorze skończonym {\displaystyle A} przez tablicę Cayleya. Po wybraniu elementu {\displaystyle a\in A,} można zdefiniować na zbiorze {\displaystyle A} dwa działania:
{\displaystyle x\star y=x\cdot (a\cdot y),}
{\displaystyle x\circ y=(x\cdot a)\cdot y.}
Tablice Cayleya tych działań są porównywane. Jeśli są identyczne, to {\displaystyle x\cdot (a\cdot y)=(x\cdot a)\cdot y} dla dowolnych {\displaystyle x} i {\displaystyle y.} Procedura ta jest powtarzana dla każdego elementu zbioru {\displaystyle A}.
Nie jest konieczne konstruowanie tablic Cayleya działań „{\displaystyle \star }” i „{\displaystyle \circ }” dla wszystkich elementów zbioru {\displaystyle A.} Wystarczy porównać tablice Cayleya działań „{\displaystyle \star }” i „{\displaystyle \circ }” odpowiadających generatorom {\displaystyle A.}